# Melanthrips insulsus
Melanthrips insulsus är en insektsart som beskrevs av Bailey 1954. Melanthrips insulsus ingår i släktet Melanthrips och familjen Melanthripidae. Inga underarter finns listade i Catalogue of Life.